# KIDS IN TOSHIBA かぼちゃークラブ
KIDS IN TOSHIBA かぼちゃークラブ（キッズ・イン・トウシバ かぼちゃークラブ）は、1984年4月9日から1985年10月31日（各ネット局は11月1日）までニッポン放送他各局で放送されていたラジオ番組。東芝の一社提供番組。

## 概要
秋元康がメインで進行していた番組である。主に、リスナーから送られて来たはがきに記されている意見を採り上げ、それを巡ってディスカッションするという内容の番組だった。
はがきなどを紹介されたリスナーには、番組からオリジナルノベルティ「かぼちゃー時計」が贈られていた。これが贈られたリスナーから届いた、この時計にまつわるお便りも紹介されていた。
パートナーは当初竹沢るり子が務めていたが、1985年5月から、この年の4月20日に『殺意のバカンス』で歌手デビューしたばかりの本田美奈子に交代した。雑誌『BOMB』誌上ではこれ以後「番組のムードが一新した」と紹介されている。

## 主なコーナー
- 心理学講座[1]
- お出かけましてアイラブユー[1]
  - デートの話や出掛けた先でのエピソード、友人・彼氏・彼女の話などを募集してこれに基づきトーク[3]。
- 芸能界・ソボクな疑問
  - リスナーから芸能界に関する疑問・質問などを募集[3]。
- かぼちゃー通信
  - 本番組で設置されている留守番電話の名称。この電話に寄せられたリスナーの声、メッセージの中から選んで番組中で紹介していた[4]。
- 輝け！全日本給食大賞
  - 1984年度後期頃に行われていた企画。リスナーから変わった給食の献立表やメニューの情報を募集していた[5][6]。

他

## 放送時間・ネット局
ネット局は全て月曜日から金曜日までの放送。ニッポン放送のみ金曜日の放送が無く木曜日までであり、金曜日放送分は以下のネット局への裏送りとなっていた。
- ニッポン放送：23:43 - 23:53 （『三宅裕司のヤングパラダイス』の内包番組）
- 北海道放送：23:10 - 23:20
- 青森放送：22:25 - 22:35 → 22:40 - 22:50（1984年10月から）
- 秋田放送：22:45 - 22:55
- 岩手放送：22:40 - 22:50
- 東北放送：22:30 - 22:40
- 新潟放送：22:40 - 22:50
- 信越放送：22:40 - 22:50
- 山梨放送：23:40 - 23:50
- 北陸放送：22:10 - 22:20
- 中部日本放送：22時台（夜ワイド『小堀勝啓のわ!Wide とにかく今夜がパラダイス』の内包番組）
- 朝日放送：22時台（夜ワイド『鏡宏一 ABCナイトQ』の内包番組　1984年10月5日まで）
- 和歌山放送：22:40 - 22:50
- 山陽放送：22:40 - 22:50
- 西日本放送：22:45 - 22:55
- 中国放送：22:00 - 22:10
- 四国放送：23:30 - 23:40
- 南海放送：23:10 - 23:20 （1985年4月から）
- 九州朝日放送：22:30頃 - 22:40頃（夜ワイド『PAO〜N ぼくらラジオ異星人』の内包番組）
- 長崎放送：22:00 - 22:10
- ラジオ沖縄：23:30 - 23:40